# Filmművészeti és Filmtudományi Akadémia
A Filmművészeti és Filmtudományi Akadémia (Academy of Motion Picture Arts and Sciences [AMPAS]) 1927. május 11-én alapult meg Kaliforniában. Az Akadémiát a filmhez kötődő művészeti- és tudományágak előremozdítására hozták létre, tagjai munkájukért nem vesznek fel fizetést.
Az Akadémia több mint 6000 tagot számlál. 19 szekcióba tömörülnek a tagok.
Az Akadémia legismertebb díja az Akadémiai Díj, ismertebb néven az Oscar-díj, mely a világ egyik legrangosabb filmművészeti elismerése. Ezen kívül az Akadémia minden évben kiosztja a diákok Akadémiai díját (Student Academy Awards) egyetemista és végzős filmkészítők részére; évente 5 Nicholl-ösztöndíjat adományoz forgatókönyvírók számára; ezenkívül üzemelteti a Beverly Hills-en működő Margaret Herrick könyvtárat és a hollywoodi Pickford Mozifilmkutató Központot.
Az Akadémia jelenlegi elnöke Janet Yang filmproduder. 

## Az Akadémia eredeti 36 alapítója
Színészek
- Richard Barthelmess
- Jack Holt
- Conrad Nagel
- Milton Sills
- Douglas Fairbanks
- Harold Lloyd
- Mary Pickford

Rendezők
- Cecil B. DeMille
- Frank Lloyd
- Henry King
- Fred Niblo
- John M. Stahl
- Raoul Walsh

Írók
- Joseph Farnham
- Benjamin F. Glazer
- Jeanie MacPherson
- Bess Meredyth
- Carey Wilson
- Frank Woods

Technikusok
- J, Arthur Ball
- Cedric Gibbons
- Roy J. Pomeroy

Producerek
- Fred Beetson
- Charles H. Christie
- Sid Grauman
- Milton E. Hoffman
- Jesse L. Lasky
- M. C. Levee
- Louis B. Mayer
- Joseph M. Schenck
- Irving Thalberg
- Harry Warner
- Jack Leonard Warner
- Harry Rapf

Ügyvédek
- Edwin Loeb
- George W. Cohen

## Az Akadémia elnökei
Az elnököket egyéves terminusra választják meg, legfeljebb négy egymást követő évre.
- Douglas Fairbanks (1927–1929)
- William de Mille (1929–1931)
- M. C. Levee (1931–1932)
- Conrad Nagel (1932–1933)
- J. Theodore Reed (1933–1934)
- Frank Lloyd (1934–1935)
- Frank Capra (1935–1939)
- Walter Wanger (1939–1941, 1941–1945)
- Bette Davis (1941; két hónap után lemondott)
- Jean Hersholt (1945–1949)
- Charles Brackett (1949–1955)
- George Seaton (1955–1958)
- George Stevens (1958–1959)
- B. B. Kahane (1959–1960; meghalt)
- Valentine Davies (1960–1961; meghalt)
- Wendell Corey (1961–1963)
- Arthur Freed (1963–1967)
- Gregory Peck (1967–1970)
- Daniel Taradash (1970–1973)
- Walter Mirisch (1973–1977)
- Howard Koch (1977–1979)
- Fay Kanin (1979–1983)
- Gene Allen (1983–1985)
- Robert Wise (1985–1988)
- Richard Kahn (1988–1989)
- Karl Malden (1989–1992)
- Robert Rehme (1992–1993, 1997–2001)
- Arthur Hiller (1993–1997)
- Frank R. Pierson (2001–2005)
- Sid Ganis (2005–2009)
- Tom Sherak (2009–2012)
- Hawk Koch (2012–2013)
- Cheryl Boone Isaacs (2013–2017)
- John Bailey (2017–2019)
- David Rubin (2019–2022)
- Janet Yang (2022 – hivatalban)

## Az Akadémia jelenlegi vezetése
- Elnök – Janet Yang
- Alelnök – Lynette Howell Taylor
- Alelnök – Lesley Barber
- Alelnök – DeVon Franklin
- Alelnök / Kincstárnok – Donna Gigliotti
- Alelnök/ Titkár – Howard A. Rodman
- Ügyvezető igazgató – Bill Kramer
- Igazgatótanács:
  - Marlee Matlin
  - Lou Diamond Phillips
  - Rita Wilson
  - Jinko Gotoh
  - Marlon West
  - Richard Hicks
  - Kim Taylor-Coleman
  - Debra Zane
  - Dion Beebe
  - Paul Cameron
  - Ellen Kuras
  - Ruth E. Carter
  - Eduardo Castro
  - Daniel Orlandi
  - Patricia Cardoso
  - Ava DuVernay
  - Jason Reitman
  - Chris Hegedus
  - Simon Kilmurry
  - Jean Tsien
  - Pam Abdy
  - Donna Gigliotti
  - Hannah Minghella
  - Nancy Richardson
  - Stephen E. Rivkin
  - Terilyn A. Shropshire
  - Howard Berger
  - Linda Flowers
  - Gerald Quist
  - Lesley Barber
  - Charles Fox
  - Richard Gibbs
  - Jason Blum
  - Jennifer Fox
  - Lynette Howell Taylor
  - Wendy Aylsworth
  - K. K. Barrett
  - Kalina Ivanov
  - Missy Parker
  - Chris Tashima
  - Peter J. Devlin
  - Andy Nelson
  - Mark Stoeckinger
  - Rob Bredow
  - Brooke Breton
  - Paul Debevec
  - Howard A. Rodman
  - Eric Roth
  - Dana Stevens
  - Rodrigo Garcia

## Külső hivatkozások
- Academy of Motion Picture Arts and Sciences
- The Official Academy Awards Database of Winners and Nominees Archiválva 2008. július 7-i dátummal a Wayback Machine-ben
- Margaret Herrick Library Archiválva 2010. július 6-i dátummal a Wayback Machine-ben
- Pickford Center for Motion Picture Study – Academy Film Archive

## Lásd még
- Oscar-díj
- Academy Film Archive